# Goruša
Goruša (en serbio: Горуша) es un pueblo ubicado en el municipio de Bugojno, Bosnia y Herzegovina.

## Demografía
Según el censo de 2013, su población era de 107 habitantes.
| Etnicidad | Número | Porcentaje |
| --------- | ------ | ---------- |
| Bosniaks  | 78     | 72.9%      |
| Croatas   | 29     | 27.1%      |
| Total     | 107    | 100%       |